# McMillan (Wisconsin)
Pour les articles homonymes, voir McMillan.

McMillan est une ville du comté de Marathon, dans le Wisconsin, aux États-Unis. Elle fait partie de la zone métropolitaine de Wausau, dans le Wisconsin. La population était de 1 968 habitants au recensement de 2010. Une partie de la Mead Wildlife Area est également située dans la ville.